# Jean-Victor Bertin
Jean-Victor Bertin (Parigi, 20 marzo 1767 – Parigi, 11 giugno 1842) è stato un pittore francese.
Paesaggista neoclassico, fu uno dei maestri del paesaggismo storico. Gran parte della sua produzione è ispirata a paesaggi italiani.

## Biografia
Figlio di un maestro parrucchiere, mostrò sin da fanciullo un talento particolare, al punto che il padre, rinunciando a fargli seguire le proprie orme, lo affidò per i primi studi al pittore Pierre-Henri de Valenciennes, che ne curò molto l'impostazione e la formazione di base, permettendogli di entrare nel 1785 all'Accademia reale di pittura e scultura, dove fu allievo di Gabriel-François Doyen.
Fra il 1785 e il 1793 Bertin partecipò a diversi concorsi d'imitazione, quindi iniziò ad esporre al "Salon". Espose regolarmente ogni anno per tutta la vita, ottenendo un premio d'incoraggiamento nel 1799 e, finalmente, una medaglia d'oro di 1ª Classe nel 1808.
Fra il 1811 e il 1817 gli furono commissionate numerose opere per il palazzo del Grande Trianon e per il castello di Fontainebleau, e il suo talento fu apprezzato da amatori e intenditori prestigiosi, come il Duca di Berry o il banchiere Jacques Lafitte.
Nel 1822 Bertin fu decorato con la Legion d'onore.
A partire dal 1833 lo Stato gli acquistò regolarmente dei quadri, specie il Ministero degli interni che mirava ad arricchire i musei di provincia.
Ebbe allievi eccellenti, fra i quali Jean-Baptiste Camille Corot, Achille Etna Michallon, Abel Dufresne, François-Edmée Ricois, Antoine-Félix Boisselier, André Jolivard, Charles-François Daubigny e Jules Coignet.
Bertin, probabilmente, non fu un buon amministratore dei suoi guadagni;  gli anni della sua vecchiaia, infatti, furono segnati da molte difficoltà finanziarie. Morì nel 1842, a 75 anni, lasciando sua moglie in uno stato di profonda indigenza.

## Opere più note
- Cicerone tornato dall'esilio
- Ingresso del Parco di Saint Cloud  - Museo di Belle arti di Boston
- Vista da Essonnes
- Festa di Bacco
- Festa del dio Pan
- Offerta a Venere
- Paesaggio con grandi alberi - Museo Jeanne d'Aboville de La Fère
- Paesaggio italiano, - Museo d'arte di Tolone
- Vista della città di Phoenos
- Vista da Essonnes  - Museo del Louvre
- Paesaggio - Museo di Belle arti di Reims
- Vista di Spoleto

## Galleria d'immagini

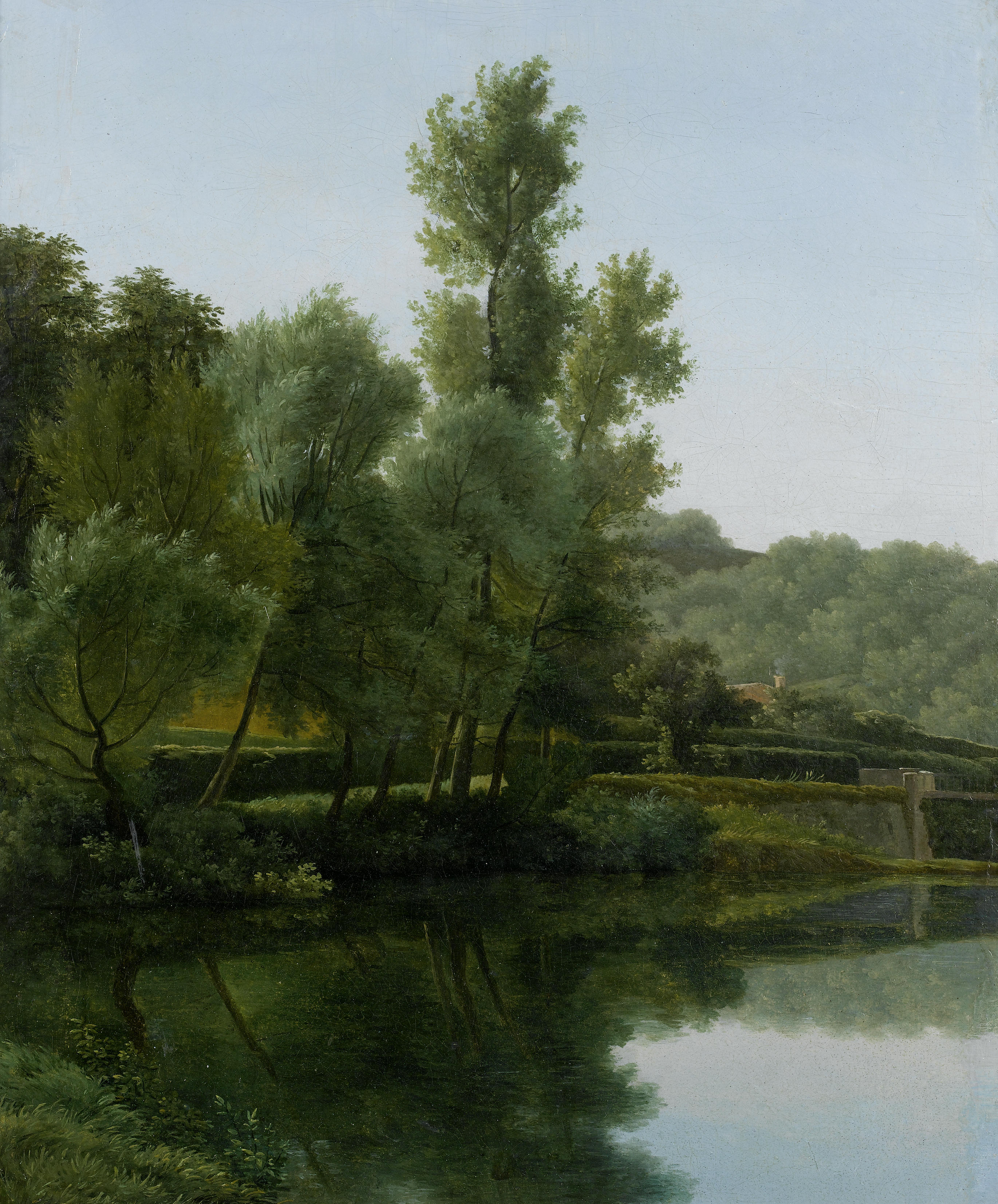
Paesaggio fluviale
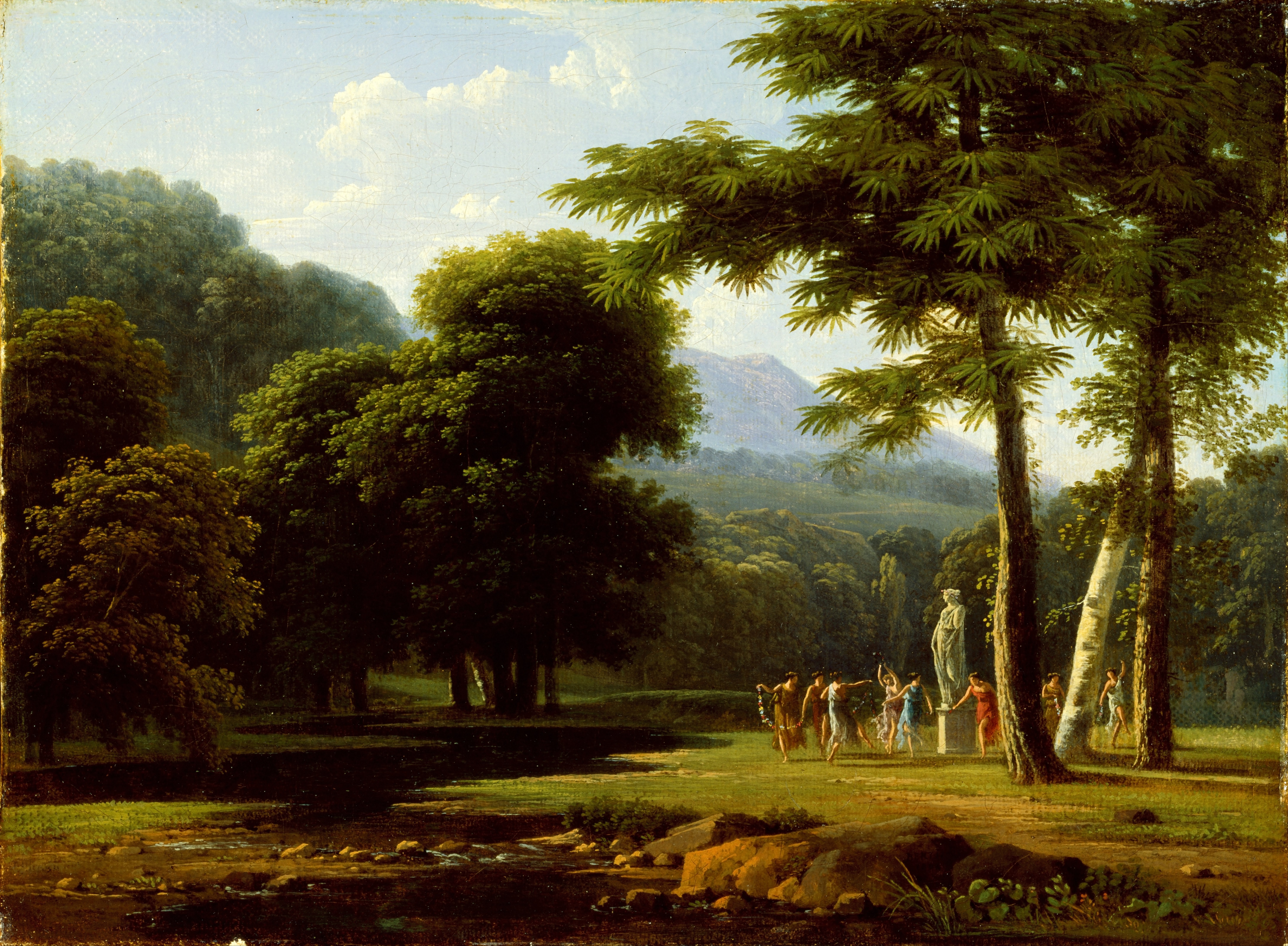
Paesaggio
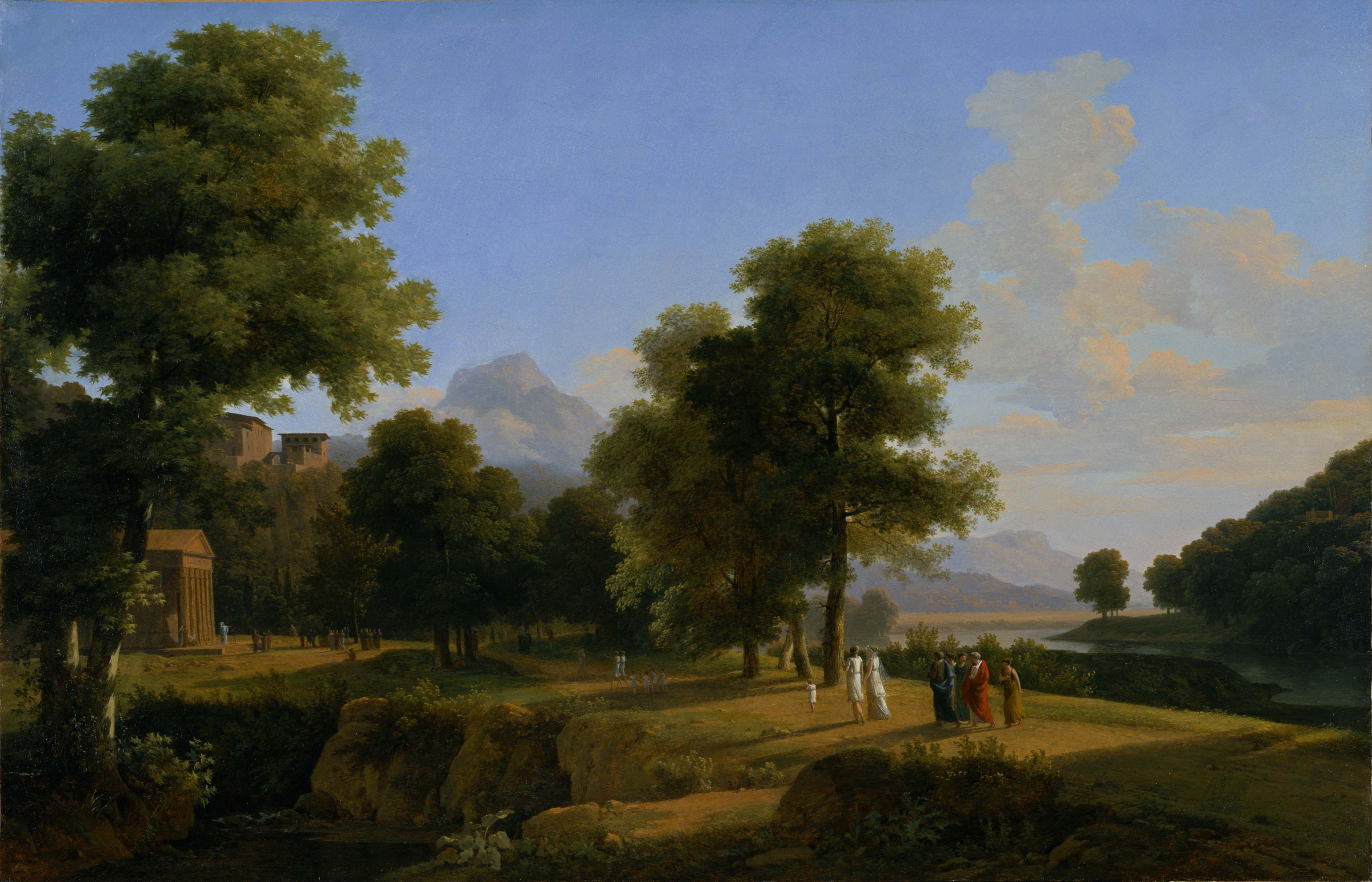
Paesaggio greco
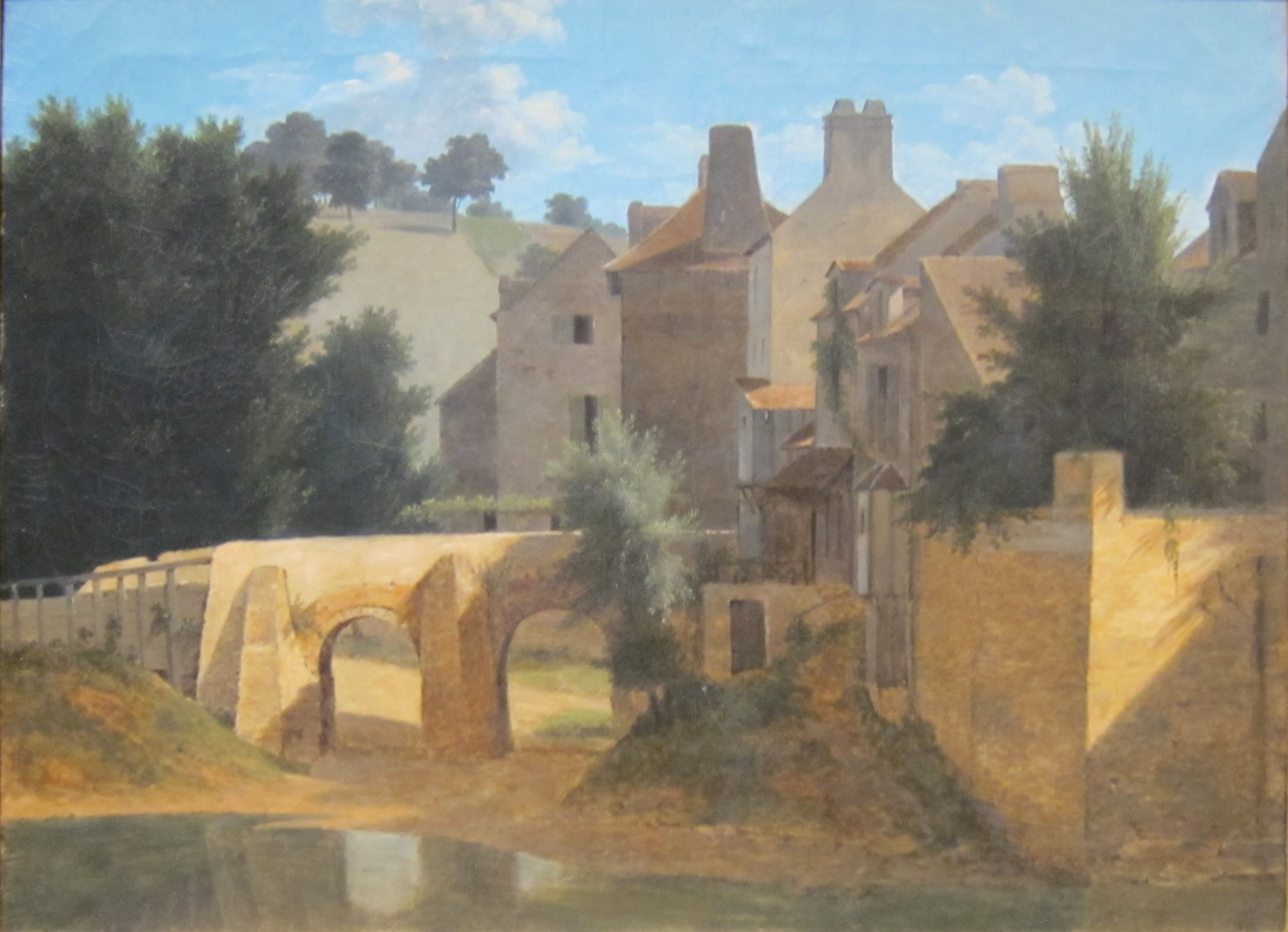
Vista dell'Île de France
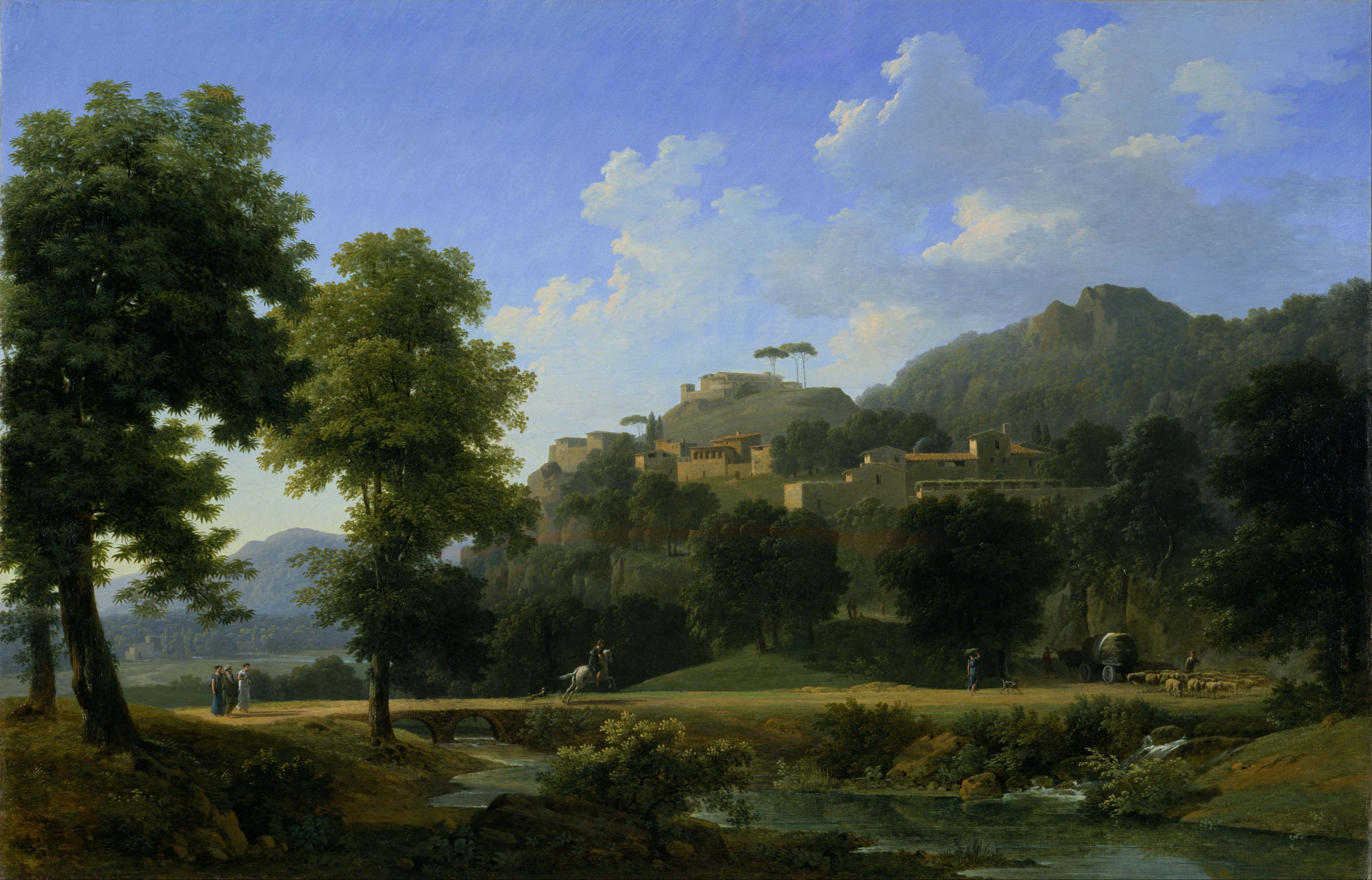
Paesaggio Italiano
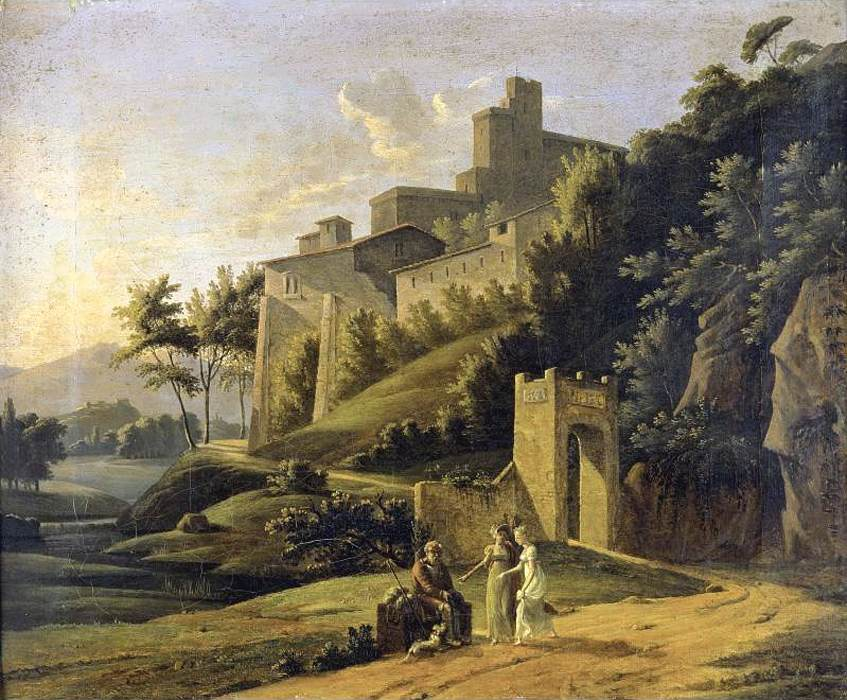
Paesaggio con fortezza
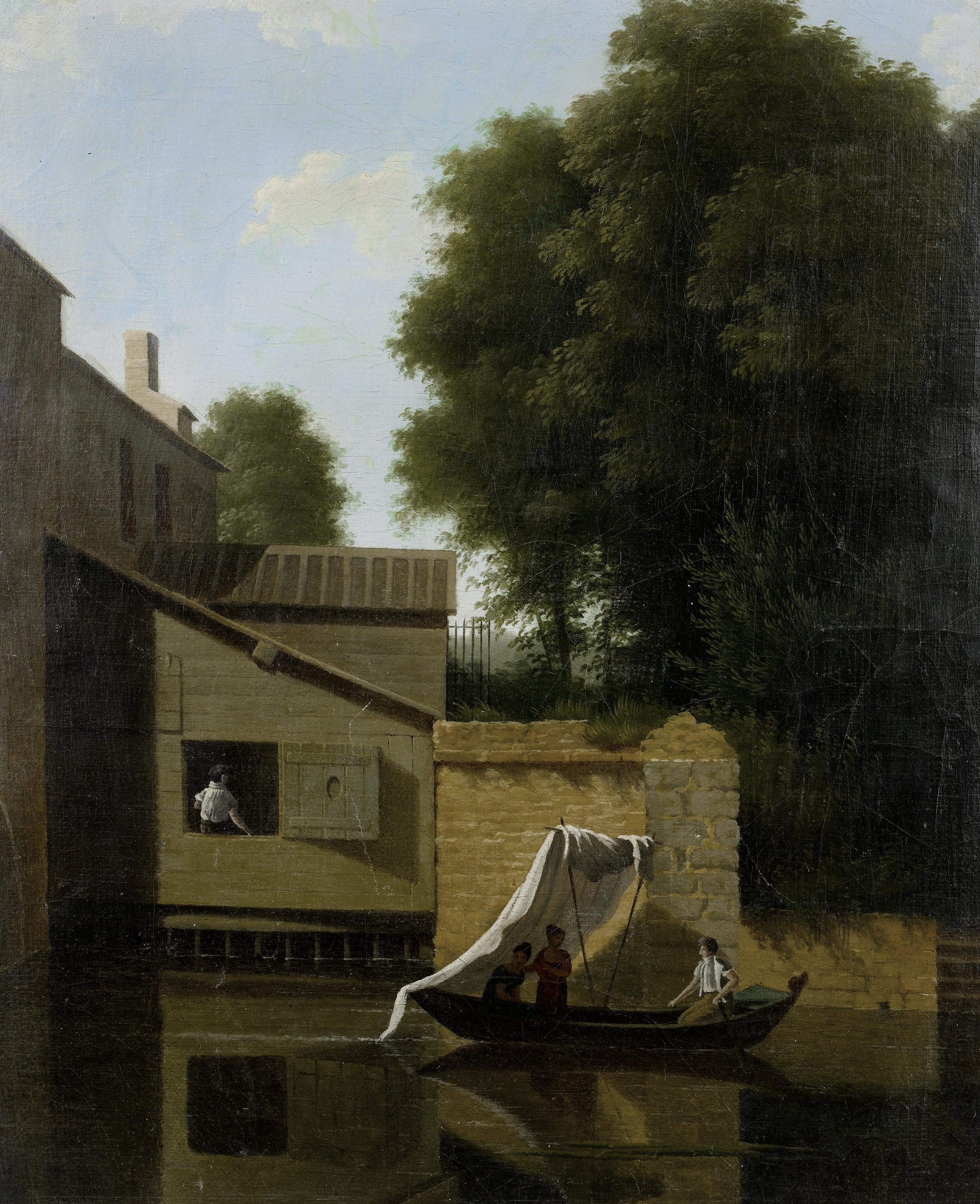
Battello e città rivierasca
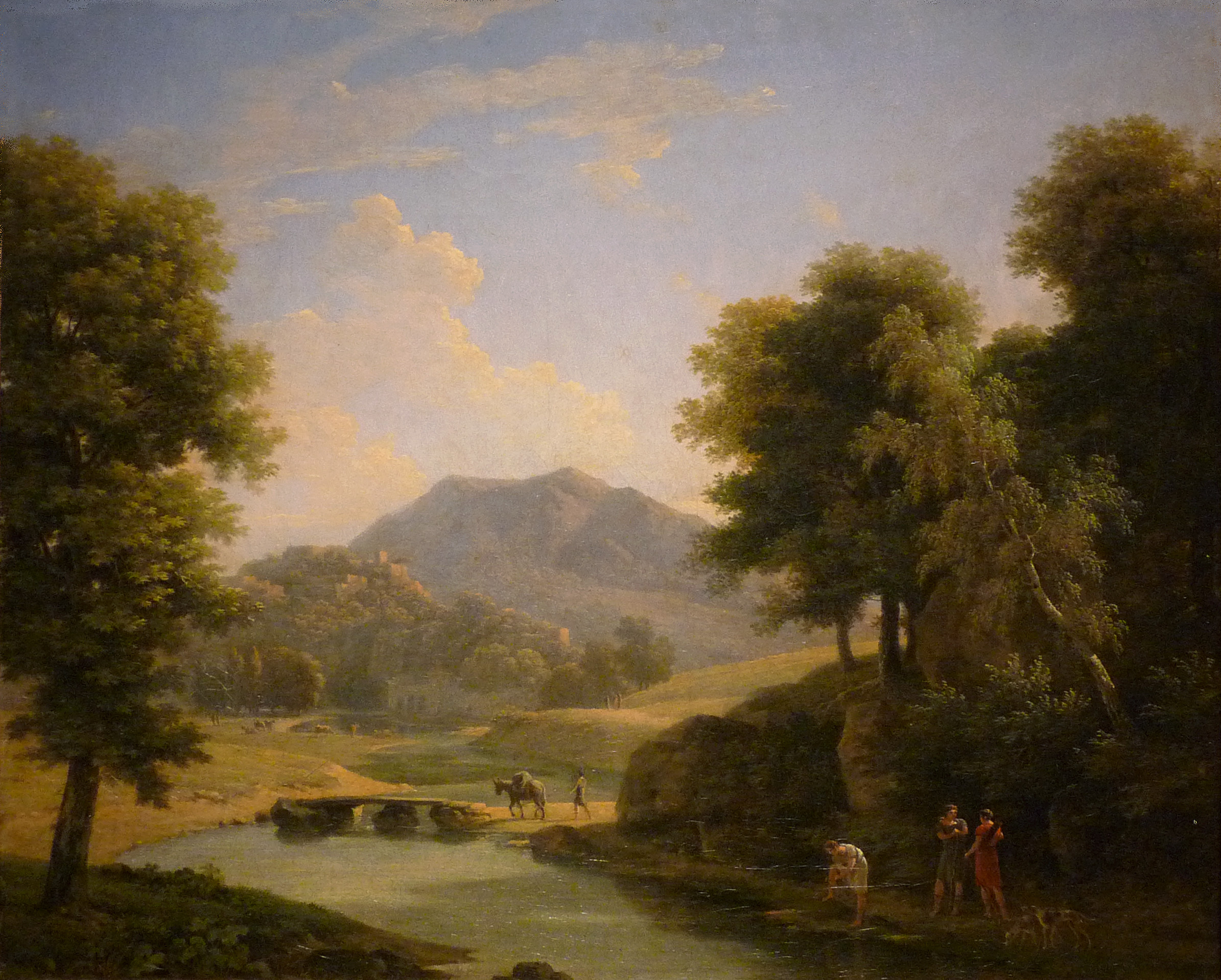
Paesaggio